# Chirita briggsioides
Chirita briggsioides är en tvåhjärtbladig växtart som beskrevs av Wen Tsai Wang. Chirita briggsioides ingår i släktet Chirita och familjen Gesneriaceae. Inga underarter finns listade i Catalogue of Life.